# Денят на майката
„Денят на майката“ (на английски: Mother's Day) е американски филм от 2016 година, трагикомедия на режисьора Гари Маршал по сценарий на Том Хайнс, Аня Кочоф Романо и Мат Уокър.
Сюжетът включва няколко линии, развити около темата за майчинството – майка на две деца се влюбва в мъж с две деца, млада жена се опитва да открие биологичната си майка, стресирана майка се справя с посещението на собствените си родители. Главните роли се изпълняват от Дженифър Анистън, Кейт Хъдсън, Джулия Робъртс, Джейсън Судейкис.